# Ana Guevara

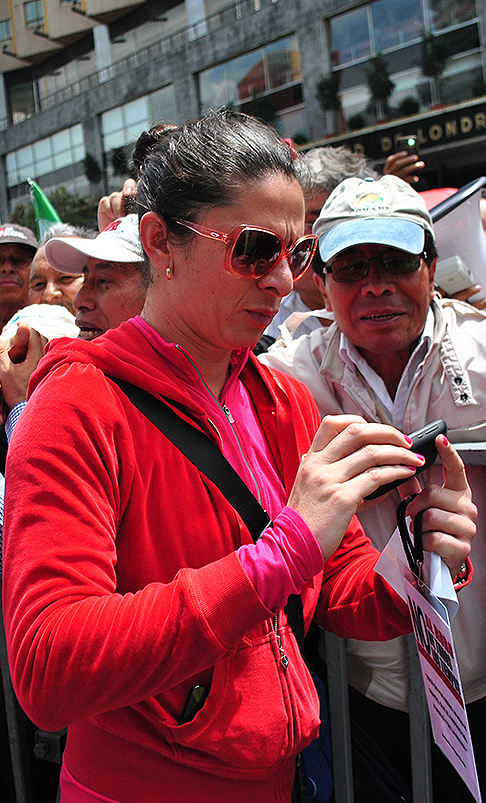
Ana Guevara

Ana Guevara (vollständiger Name Ana Gabriela Guevara Espinoza; * 4. März 1977 in Nogales, Sonora) ist eine mexikanische Leichtathletin, die nach ihrer sportlichen Karriere eine politische Laufbahn eingeschlagen hat.

## Karriere als Sportlerin
Ihre ersten internationalen Medaillen gewann Ana Guevara 1998 bei den 8. Iberoamerikanischen Leichtathletikmeisterschaften vom 17. bis 19. Juli in Lissabon: Gold über 400 Meter mit dem bis heute gültigen Meisterschaftsrekord von 50,65 s, ebenfalls Gold mit der 4-mal-400-Meter-Staffel und Silber über 800 Meter. Am 25. Juli 1999 gewann sie die Goldmedaille über 400 Meter bei den Panamerikanischen Spielen in Winnipeg.
Ab den Olympischen Spielen 2000 in Sydney dominierte Guevara die 400-Meter-Distanz bei den Damen in ähnlicher Weise wie ihr mittelamerikanischer Kollege Félix Sánchez aus der Dominikanischen Republik bei den Herren über 400 Meter Hürden.
Zwar war sie 2000 in Sydney noch Fünfte bei den Olympischen Spielen geworden, doch das nächste Großereignis sah sie bereits als Bronzemedaillengewinnerin der Weltmeisterschaften 2001 in Edmonton in 49,97 s.
2002 gewann sie alle zwölf Rennen, bei denen sie antrat. Gemeinsam mit Félix Sánchez gewann sie 2001 die Golden League.
Am 3. Mai 2003 stellte sie über die selten gelaufenen 300 Meter im Olympiastadion von Mexiko-Stadt mit 35,30 s einen Weltrekord auf, der bis zum 20. Juni 2019 Bestand hatte, als Shaunae Miller-Uibo ihn deutlich auf 34,41 s verbesserte. Das 400-Meter-Rennen bei den Weltmeisterschaften 2003 am 27. August in Paris gewann sie überlegen mit ihrem persönlichen Rekord von 48,89 s. Vorher hatte sie am 8. August auch die Goldmedaille bei den Panamerikanischen Spielen in Santo Domingo gewonnen.
Bei den Olympischen Spielen 2004 in Athen war sie eine der Favoritinnen auf die Goldmedaille, musste sich jedoch nach einem packenden Schlusskampf mit der Silbermedaille zufriedengeben. Olympiasiegerin wurde Tonique Williams-Darling von den Bahamas. Sie war Flaggenträgerin des mexikanischen Teams bei der Eröffnungsfeier.
Bei den Weltmeisterschaften 2005 am 10. August in Helsinki gewann Ana Guevara die Bronzemedaille, bei den Weltmeisterschaften 2007 in Osaka wurde sie Vierte. Jedoch gewann sie zum dritten Mal in Folge die Goldmedaille der Panamerikanischen Spiele, die diesmal in Rio de Janeiro stattfanden. Außerdem holte sie mit der mexikanischen 4-mal-400-Meter-Staffel die Silbermedaille.
Sie hatte bei einer Größe von 1,73 m ein Wettkampfgewicht von 61 kg. Am 15. Januar 2008 kündigte sie ihren Rücktritt vom Sport an. Der Grund waren schwere Konflikte mit dem damaligen Präsidenten des mexikanischen Leichtathletikverbands (FMA), Mariano Lara Tijerina, dem Ana Guevara Missmanagement und das schlechte Abschneiden der mexikanischen Athleten in Osaka vorwarf.

## Politische Karriere
Am 22. April 2008 ernannte der Regierungschef des Bundesdistrikts von Mexiko-Stadt, Marcelo Ebrard von der PRD (Partido de la Revolución Democrática), sie zur Koordinatorin für Sport, Körperkultur und Gesundheit und am 16. Juni 2008 zur Leiterin des Sportinstituts des Bundesdistrikts (IDDF). Vier Monate nach ihrer ursprünglichen Berufung bat sie jedoch um ihre Beurlaubung, um als Sportkommentatorin bei den Olympischen Spielen 2008 in Peking zu arbeiten. Regierungschef Marcelo Ebrard akzeptierte diese und sie kehrte anschließend in ihr Amt beim IDDF zurück, bis sie am 12. Februar 2009 von einer Koalition der gemäßigt-linken PRD und der sozialistischen PT (Partido del Trabajo) zur Bürgermeisterkandidatin des Stadtbezirks Miguel Hidalgo von Mexiko-Stadt bestimmt wurde. Sie verlor aber die Wahl vom 6. Juli 2009 mit 33,55 Prozent, wobei der siegreiche Kandidat Demetrio Sodi von der konservativen PAN (Partido Acción Nacional) 39,33 Prozent erreichte.

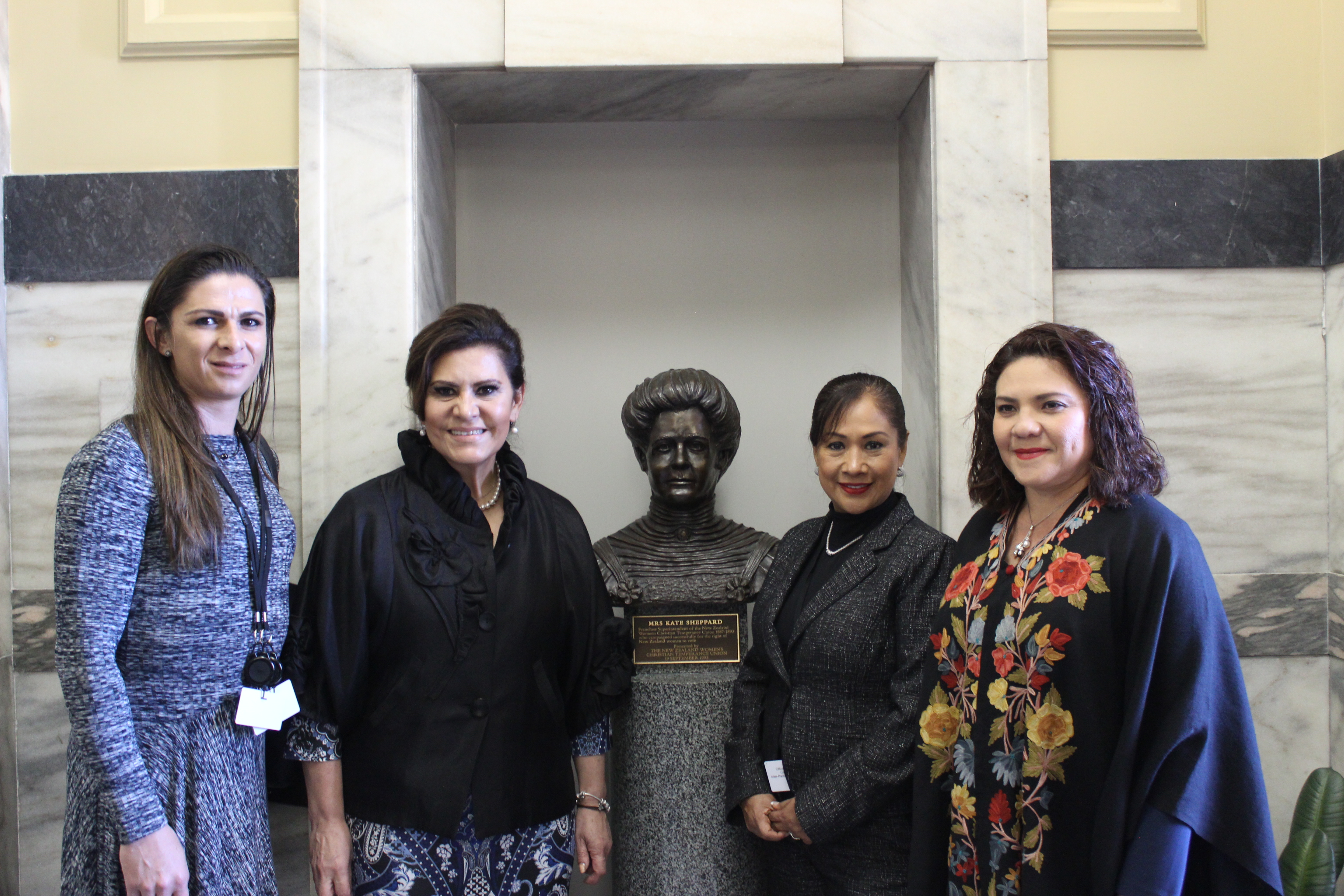
Die mexikanischen Senatorinnen Ana Ga-briela Guevara, Rosa Adriana Diaz, Maria Elena Barrera und Sonia Mendoza Diaz (v. l. n. r.) im neuseeländischen Parlament, Juni 2017.

Im Januar 2012 schlug der Präsidentschaftskandidat der PRD, Andrés Manuel López Obrador, Ana Guevara als Kandidatin der Nationalen Erneuerungsbewegung (Movimiento de Regeneración Nacional), einem Bündnis aus PRD, PT und Movimiento Ciudadano, für den Senat in ihrem Heimatbundesstaat Sonora vor. Am 15. Februar 2012 erließ der Bundesrichter Ranulfo Castillo auf Antrag der mexikanischen Generalbundesanwaltschaft (PGR) einen Haftbefehl gegen Ana Guevara wegen Steuerhinterziehung, die aus dem Jahr 2005 resultieren sollte. Der Schaden für die Steuerbehörden wurde auf mindestens 600.000 Pesos beziffert. Da das Verfahren als nicht schwerwiegend angesehen wurde, konnte sie aber gegen Hinterlegung einer Kaution der Festnahme entgehen. Bei den Wahlen am 1. Juli 2012 erreichte sie zwar nur die drittmeisten Stimmen, zog aber über die Listenverbindung als Senatorin für den Bundesstaat Sonora für die LXII. Legislaturperiode 2012 bis 2018 in den Kongress der Union ein. Sie leitete die Kommission für Migrationsfragen und war Sekretärin in der Kommission für Auswärtige Beziehungen.
Nach dem Ende ihrer Amtszeit als Senatorin am 31. August 2018 wurde sie für die PT als Abgeordnete für den 2. Wahlbezirk von Sonora ins mexikanische Abgeordnetenhaus gewählt. Nach ihrer Wahl wurde sie von Präsident Andrés Manuel López Obrador für 6 Jahre zur Direktorin der CONADE – der Nationalen Kommission für Körperkultur und Sport – ernannt und am 13. Dezember 2018 vereidigt. Während ihrer Amtszeit wurde sie vielfach angefeindet, da sie die Unterstützungszahlungen für verschiedene Athleten, deren Sport hohes Ansehen genießt, z. B. im Synchronschwimmen, einstellen wollte.

## Frauenfeindlicher Angriff
Am 13. Dezember 2016 wurde Senatorin Ana Guevara, die auf einer Harley-Davidson unterwegs war, am Ende eines Staus auf der Autobahn Toluca – Mexiko-Stadt von einem Fahrzeug gerammt. Als sie vom Unfallgegner die Haftung für die Schäden an ihrem Motorrad einfordern wollte, wurde sie von den vier männlichen Insassen zunächst beschimpft und dann geschlagen und getreten. Guevara wurde schwer im Gesicht verletzt, zur Stabilisierung einer dreifachen Fraktur des Wangenknochens musste operativ eine Stahlplatte eingesetzt werden. Die Täter entkamen zunächst, doch konnte der Haupttäter, ein ehemaliger Polizist des Distrito Federal, ermittelt werden. Ana Guevara sei angegriffen worden, weil sie eine Frau sei und es »gewagt« habe, auf einem Motorrad unterwegs zu sein, schrieb der mexikanische Sozialwissenschaftler Armando Román Zozaya in seiner Kolumne in der Tageszeitung Excelsior.